# Gregarina clausii
Gregarina clausii is een soort in de taxonomische indeling van de Myzozoa, een stam van microscopische parasitaire dieren. Het organisme komt uit het geslacht Gregarina en behoort tot de familie Gregarinidae. Gregarina clausii werd in 1885 ontdekt door Frenzel.